# Alexis Chassang
Marie Antoine Alexis Chassang (* 2. April 1827 in Bourg-la-Reine; † 8. März 1888 ebenda) war ein französischer Gräzist, Linguist und Grammatiker, der vor allem wegen seiner Schulbücher bekannt ist.

## Leben
Alexis Chassang war der Sohn von Alexis-Étienne Chassang und Marie-Antoinette Bouillet, der Schwester von Marie-Nicolas Bouillet. Er wurde 1846 in die École normale supérieure (ENS) aufgenommen und schloss seine Ausbildung 1852 als Docteur ès lettres ab. Er wurde Lehrer für Rhetorik an den Lycées in Lille und in Bourges, dann mit dem Cours complémentaire de langue et littérature française an der ENS beauftragt. 1862 bis 1871 lehrte er an der ENS griechische Sprache und Literatur. 1873 wurde er zum Inspecteur général de l’enseignement secondaire (Generalinspektor für den sekundären Bildungsbereich) ernannt.
Alexis Chassang veröffentlichte Schulbücher, darunter ein griechisch-französisches Wörterbuch, sowie zahlreich Artikel in verschiedenen Zeitschriften. Er übersetzte die „Lebensbeschreibung des Apollonios von Tyana“ von Flavius Philostratos und publizierte 1862 eine Histoire du roman et ses rapports avec l’histoire dans l’antiquité grecque et latine. Als Neffe von Marie-Nicolas Bouillet führte er ab 1864 dessen Dictionnaire universel d’histoire et de géographie weiter. 1880 erhielt er den Prix Archon-Despérouses für seine Arbeit zu den Remarques sur la langue française, par Vaugelas.

## Werke (Auswahl)
- Des Essais dramatiques imités de l’antiquité au XIVe et au XVe siècle, Dissertation (1852)
- Selectae Narrationes e scriptoribus latinis. Narrations latines extraites des auteurs classiques, et publiées avec des notes, des arguments et des modèles d’analyse littéraire, à l’usage des classes de seconde et des aspirants au baccalauréat ès lettres (1853)
- Modèles de composition française (1853)
- Modèles de composition latine (1853)
- Choix de narrations tirées des auteurs latins (1854)
- Histoire du roman et de ses rapports avec l’histoire dans l’antiquité grecque et latine (1862)
- Philostrate : Le Merveilleux dans l’Antiquité : Apollonius de Tyane, sa vie, ses voyages, ses prodiges, par Philostrate, et ses lettres ; ouvrages traduits du grec, avec introduction, notes et éclaircissements (1862)
- Dictionnaire grec-français (1865)
- Le Spiritualisme et l’idéal dans l’art et la poésie des Grecs (1868)
- Nouveau dictionnaire grec-français (1872)
- Nouvelle grammaire grecque, d’après les principes de la grammaire comparée (1872)
- Dictionnaire universel d’histoire et de géographie, par M.-N. Bouillet, ouvrage revu et continué par A. Chassang (1874)
- Traduction des exercices grecs élémentaires et gradués (1874)
- Homère: Neuvième chant [de l’Iliade], avec des notes littéraires et un commentaire grammatical d’après la méthode comparative et historique (1875)
- Nouvelle grammaire française (1876)
- Les Chefs-d’œuvre épiques de tous les peuples, notices et analyses, avec François Marcou (1879)
- Nouvelle grammaire latine (1881)
- La Fleur de la littérature grecque. Morceaux choisis des principaux auteurs grecs (1884)
- Grammaire grecque, d’après la méthode comparative et historique : cours supérieur (1888)